# Fontenay-Saint-Père
Fontenay-Saint-Père är en kommun i departementet Yvelines i regionen Île-de-France i norra Frankrike. Kommunen ligger i kantonen Limay som tillhör arrondissementet Mantes-la-Jolie. År 2022 hade Fontenay-Saint-Père 955 invånare.

## Befolkningsutveckling
Antalet invånare i kommunen Fontenay-Saint-Père
| Referens: INSEE |